# Solaster caribbaeus
Solaster caribbaeus är en sjöstjärneart som beskrevs av Addison Emery Verrill 1915. Solaster caribbaeus ingår i släktet Solaster och familjen solsjöstjärnor. Inga underarter finns listade i Catalogue of Life.